# Efrosynija Zarnyćka
Efrosynija Pyłypiwna Zarnyćka  właściwie Efrosynija Pyłypiwna Azhuridi  (ukr. Єфроси́нія Пили́півна Зарницька; ur. 16 lutego 1867 w Odessie, zm. 30 czerwca 1936 w Perwomajsku) – ukraińska aktorka. Podczas swojej kariery scenicznej aktorka odwiedziła 122 miasta, zagrała 125 ról z repertuaru ukraińskiego i ponad 100 z repertuaru rosyjskiego.

## Biografia
Efrosynija Pyłypiwna Azhuridi urodziła się w 1867 r. w Odessie. Była córką właściciela fabryki tytoniu, z pochodzenia Greka, Filipa Azhuridi i polskiej szlachcianki Karoliny Kłodnickiej. Wychowywała się w majątku wuja we wsi Katerynka w guberni chersońskiej (obecnie rejon pierwomajski, obwód mikołajowski ). Od dzieciństwa pasjonowała się muzyką i miała zdolności wokalne. Uczyła się w szkole muzycznej którą ukończyła z wyróżnieniem. Brała udział w amatorskich przedstawieniach Nowego Ukraińskiego Koła Teatralnego, którym od 1881 r. kierował Fedir Łewyćkyj (1858–1933). 
Latem 1888 r. poznała Marko Kropywnyckiego, który szukał utalentowanej młodzieży do swojego nowego zespołu. Efrosynija zaimponowała słynnemu aktorowi i reżyserowi swoim głosem, grą aktorską i umiejętnością radzenia sobie na scenie. Zaoferował jej pracę zawodowej aktorki w głównych rolach w swoim zespole, przewidując, że w niedalekiej przyszłości zostanie gwiazdą ukraińskiej sceny. Rozpoczęła karierę sceniczną pod pseudonimem artystycznym Efrosynija Zarnyćka. Występowała w trupie Kropywnyckiego do 1893 roku. Zagrała główne role m.in. sztukach: Najmyczka Iwana Karpenko-Karego, Czornomorci i Cyganka Aza Mychajło Staryckiego. Występowała z trupą Kropywnyckiego w Jekaterynosławiu, Jelizawetgradzie, Charkowie, Petersburgu, Tbilisi, Moskwie, Warszawie i wielu innych miastach. Wykonywała ukraińskie pieśni ludowe, partie w operach i operetkach. W latach 1893-1894 była wiodącą aktorką trupy Heorhija Derkacza, z którą odbyła tournée po Francji. Następnie w latach 1894–1909 grała w trupach Onysyma Susłowa i Ołeksija Suchodolśkyjego. 
W latach 1914–1920 Zarnyćka mieszkała w Piotrogrodzie, gdzie występowała w przedstawieniach ukraińskich oraz brała udział w organizacji i otwarciu w 1919 r. Ukraińskiego Teatru im. Tarasa Szewczenki. Aktorka była członkiem zarządu teatru i próbowała swoich sił jako reżyserka. W 1920 r. wróciła na Ukrainę. Zamieszkała we wsi Katerynka, gdzie w 1924 r. założyła amatorki teatr, którym kierował jej brat Mychajło Kłodnicki. Od 1926 r. była aktorką Charkowskiego Państwowego Teatru Dramatycznego i Charkowskiego Teatru Narodowego. Od 1931 r. aż do swojej śmierci w 1936 r. mieszkała w Perwomajsku. Odegrała ważną rolę w powstaniu Pierwomajskiego Teatru Narodowego. Podczas swojej kariery scenicznej aktorka odwiedziła 122 miasta, zagrała 125 ról z repertuaru ukraińskiego i ponad 100 z repertuaru rosyjskiego. 